# Bonnie Franklin
Bonnie Gail Franklin (Santa Monica, 6 januari 1944 – Los Angeles, 1 maart 2013) was een Amerikaans actrice.
Franklin speelde voornamelijk gastrollen in televisieseries zoals The Munsters, Burke's Law, The Love Boat, The Man from U.N.C.L.E., Touched by an Angel, Hot in Cleveland, The Young and the Restless en andere series.
Een hoofdrol speelde ze in de serie One Day at a Time (1975–1984). Met haar rol daarin als gescheiden moeder Ann Romano met twee tienerdochters was ze genomineerd voor een Emmy, Tony en Golden Globe.
Als kind speelde ze al mee in de film The Wrong Man.
Ze was gehuwd met Ronald Sossi (van 1967 tot 1970) en met filmproducent Marvin Minoff (van 1980 tot zijn dood in november 2009).
Ze overleed op 69-jarige leeftijd aan alvleesklierkanker.